# Leptostylis gorbunowi
Leptostylis gorbunowi är en kräftdjursart som beskrevs av John Todd Zimmer 1946. Leptostylis gorbunowi ingår i släktet Leptostylis och familjen Diastylidae.
Artens utbredningsområde är Norra Ishavet. Inga underarter finns listade i Catalogue of Life.